# Orica (Francisco Morazán)
Orica é uma cidade hondurenha do departamento de Francisco Morazán.